# Elia Rigotto
Elia Rigotto (Vicenza, 4 de març del 1982) és un ciclista italià, ja retirat, que fou professional del 2005 al 2009. El seu primer equip professional fou el Domina Vacanze, per passar posteriorment a formar part del Team Milram on ajudava a Alessandro Petacchi en els esprints. En el seu palmarès destaca una victòria d'etapa al Tour del Mediterrani del 2006 i la Copa Sels del 2008. Aquest mateix any fou va ser desqualificat i condemnat a pagar una multa per haver donat una empenta durant l'esprint a l'australià Mathew Hayman que li va provocar una fractura de clavícula.

## Palmarès
- 2003
  - 1r a la Targa Crocifisso
  - Vencedor d'una etapa de la Volta a la Comunitat de Madrid
- 2004
  - 1r al Trofeu Zssdi
  - 1r a la Menton-Savona
  - 1r al Gran Premi Joseph Bruyère
  - Vencedor de 3 etapes del Giro de les Regions
- 2006
  - Vencedor d'una etapa del Tour del Mediterrani
- 2008
  - 1r a la Copa Sels

### Resultats al Giro d'Itàlia
- 2006. 137è de la classificació general

### Resultats a la Volta a Espanya
- 2007. 138è de la classificació general